# Bas Banning en de malle Maharadja
Bas Banning en de malle Maharadja is een in 1974 verschenen deel uit de Bas Banning-serie, zij het niet geschreven door de oorspronkelijke auteur van A. van Aardenburg (pseudoniem van Herman Pijfers).
Een als Maharadja vermomde Engelse boef probeert een kostbare diamant te stelen die in Amsterdam ter veiling komt. Persfotograaf Heiligers vertrouwt hem niet en zet samen met zijn jonge vriend Bas Banning de achtervolging in, die naar Stuttgart voert.

## Publicatiegeschiedenis
Het avontuur maakt geen deel uit van de oorspronkelijke twaalf boeken die vanaf 1956 verschenen, maar is door een andere auteur geschreven toen de serie in de jaren zeventig werd herdrukt. Een verschil met de oorspronkelijke serie is dat daarin ook de locatie van de verhalen een functie in de plot vervult en dat is in dit verhaal niet het geval. De eerste druk uit 1974 verscheen als paperback, de tweede uit 1983 is een pocketboekje met zes illustraties.

## Personages
- Bas Banning, scholier
- Heiligers, persfotograaf op reportage voor damesblad "De Vrouw en Haar Gezin".
- Maharadja Imbra Kazoendrahi, Maharadja uit India, op reis door Europa.
- Georgie Costello, Engelse boef die zich voor de Maharadja uitgeeft.
- Doris en Lizzy, twee handlangers van Georgie.
- Tommy Jenkins en Fred Price, de bewakers van de ontvoerde en gevangen echte Maharadja.
- Adelheid Kruschensaltz, onmetelijk rijke oude weduwe met villa's in Stuttgart, Sankt Moritz en Cannes.
- Gretchen, serveerster in het hotel van haar Mutti te Stuttgart.
- Brunhilde, dienstmeisje van Frau Kruschensaltz.
- Dieter Wolfgang Potsenhofer, commissaris van politie te Stuttgart.

## Inhoud
Op een regenachtige dinsdag in april belt persfotograaf Heiligers zijn jonge vriend Bas Banning op met het verzoek hem de volgende dag te assisteren bij een reportage over de aankomst van een maharadja uit India op Schiphol. Bas is 's woensdagmiddags vrij en begeeft zich dus naar de luchthaven. Daar geeft de maharadja in het gezelschap van twee van zijn vrouwen een persconferentie over zijn verblijf in Nederland. Desgevraagd bevestigt hij een bod te zullen uitbrengen op de Witte Ster, een diamant van twee miljoen gulden die ter veiling komt.
De volgende dag bekijkt Bas de door Heiligers geschoten foto's en ziet dat de maharadja blauwe ogen heeft. Op Schiphol moet hij dus contactlenzen gedragen hebben. Heiligers, die nu pas beseft dat de man Cockney-Engels sprak, ziet in dat er oplichterij in het geding is. Zijn plan is hem te ontmaskeren en zo een primeur voor de krant te scoren. De veiling vindt plaats in het Amsterdamse grachtenpand van de diamantairs Grosswinckel en Adamson. De maharadja inspecteert de steen en verklaart dat het een vervalsing is. Als ook Adamson de steen bekijkt, moet hij hem gelijk geven. De maharadja vertrekt. Alleen Heiligers doorziet wat er gebeurd is: met een goocheltruc heeft de maharadja kans gezien de echte steen voor een vervalsing om te wisselen. In het Amstel Hotel leggen de maharadja en diens handlangers snel hun vermomming af en gaan ervandoor. Heiligers en Bas hebben zich echter voor het hotel geposteerd en fotograferen de groep, die in een taxi naar het Centraal Station gaat, geschaduwd door het reportersduo.
Intussen worden de echte maharadja en diens vijf vrouwen door Tommy Jenkins en Fred Price gevangen gehouden op het Stuttgartse landgoed van Adelheid Kruschensaltz, een miljonairsweduwe die juwelen verzamelt. Ze zijn ontvoerd tijdens hun rondreis door Europa. De echte maharadja was van plan om op de diamant te bieden en Georgie Costello heeft zijn plaats ingenomen. Zowel Georgie als Bas en Heiligers nemen de trein naar Stuttgart. Georgie probeert zich van zijn achtervolgers te ontdoen, door Bas buiten westen te slaan wanneer die door de trein wandelt en dan op een eerder station uit te stappen. Heiligers, die net ontwaakt uit zijn tukje, ziet de boeven nog op het perron naar hem zwaaien.
In Stuttgart zoeken Bas en Heiligers een hotel op. Daar horen ze van Gretchen, de serveerster, en haar Mutti verhalen over de rijkdom van Frau Kruschensaltz, wier worst zij serveren, onder meer over haar verzamelwoede aangaande juwelen. Ze ruiken dat ze het spoor weer gevonden hebben. Ze besluiten de volgende ochtend, zondag inmiddels, gewoon aan te bellen bij de weduwe voor een interview voor het zogenaamde gastronomische blad De Smulpaap. Frau Kruschensaltz ontvangt hen en geeft haar dienstmeid Brunhilde vrijaf. Hun bezoek is door het raam gadegeslagen door Tommy, een der bewakers van de maharadja. Als zijn handlangers bij het huisje arriveren en hem hun belevenissen vertellen, snapt hij meteen wie de zogenaamde interviewers zijn. De bende trekt naar de villa om ze te overmeesteren, maar Heiligers weet te ontkomen.
De Engelse bandieten proberen de weduwe meer af te persen dan de honderdduizend gulden die voor de klus was afgesproken. Bas weet zich intussen los te maken en te ontsnappen, terwijl Heiligers het huisje heeft ontdekt waar de echte maharadja gevangen zit. Ook deze maharadja blijkt echte niet de echte te zijn. De Stuttgartse politie had lucht gekregen van de plannen en daarom heeft de politiecommissaris diens plek ingenomen. De echte loopt dus gewoon vrij rond, alleen de vrouwen zijn diens echte vrouwen. Als Lizzy en Doris in het schuurtje komen, worden ze overmeesterd, onder meer omdat Bas net op tijd aankomt om Lizzy het vluchten te beletten. Vervolgens trekt het gezelschap naar het landhuis van Georgie om Tommy en Freddy te overmeesteren, wat geen problemen oplevert.

## Bron
A. van Aarden, Bas Banning en de malle Maharadja, tweede druk, Utrecht: Bruna Pockethuis B.V. ISBN 9044955063